# Liste von CAD-Programmen
Die Liste von CAD-Programmen weist einige CAD-Programme mit ihren wesentlichen Eigenschaften aus, die teilweise auch CAM, FE-Berechnungen und Rendering ermöglichen:

## CAD-Anwendungen
| Produktname                                                         | Hersteller                                                                               | Branchen | Beschreibung | Betriebssysteme                                | Exportformate | Erscheinungsjahr | Lizenzen |
| ------------------------------------------------------------------- | ---------------------------------------------------------------------------------------- | --- | --- | ---------------------------------------------- | --- | ---------------- | --- |
| ABViewer                                                            | CADSoftTools                                                                             | Architektur, Design und Projektierung | 2D-/3D-Programm. | Windows, Linux mit Wine                        | DWG, DXF, PDF, SWF, CGM, DXT, SVG, PLT, STL, OBJ, OBJF, NMF, LMTS, NC, BMP, GIF, JPG, PNG, TIF, TIFF, WMF, EMF, SWF | 2003             | proprietär, kostenlose Testversion |
| Advance Steel / Advance Concrete                                    | Autodesk                                                                                 | Stahlbau, Metallbau, Anlagenbau, Ingenieurbau, Betonbau, Schalung & Bewehrung                                                                              | 3D-CAD-Software – Planung – Konstruktion – Fertigung – Montage | Windows                                        | DWG, DXF, IFC 2x3, DSTV-NC, CIS/2, KISS, SDNF, PSS, GTC, PML, Staad |                  | proprietär, 30 Tage Testversion |
| Alias Automotive Alias Design Alias Surface                         | Autodesk                                                                                 | Automobilbranche, Produktdesign | Umfangreicher Flächenmodellierer, Class-A-Flächen | Windows, macOS                                 | jt, nx, dbview, cai, catia v5, openInventor, ptc granite, edf, obj, dwf, dwg, dxf, des, vdafs, c4, jamais, vdais, iges, step, wire |                  | proprietär, kostenlos für Schüler und Studenten                                                                                          |
| Allegro                                                             | Cadence Design Systems                                                                   | Electronic Design Automation (EDA) | Zeichnen von Stromlaufplänen und Leiterplatten sowie Schaltungssimulation | Windows, Linux                                 | IPC2581, gerber, extended Gerber, ODB++, DXF, Edif, PDF |                  | proprietär |
| Allplan (Architecture/Engineering)                                  | Allplan GmbH                                                                             | Architektur, Bauingenieurwesen | 2D-/3D-Programm (BIM) für Architektur, Bauingenieurwesen, Geländemodellierung, Baukostenmanagement | Windows                                        | Dwg, Dxf, Dgn, Ifc, Pdf, 3D-Pdf, Svg, C4d, 3ds, Collada, Kmz, Rhino, SketchUp, Vrml, U3d, Plt, Hpgl, Bvbs | 1984             | proprietär, 30 Tage Testversion, kostenlos für Schüler und Studenten                                                                     |
| Altium Designer (ehemals Protel)                                    | Altium Limited                                                                           | EDA | Zeichnen von Schaltplänen und Leiterplatten, Schaltungssimulation, Programmierung von Integrierten Schaltkreisen | Windows                                        | DXF/DWG, STEP, Parasolid | 2005             | proprietär |
| Arcad                                                               | ARCAD Systemhaus                                                                         | Architektur, Bauingenieurwesen, Städtebau | 2D-/3D-Programm speziell für angegebene Branchen | Linux, macOS                                   | dwg, dxf, vrml, stl, pdf | 1996             | proprietär |
| ArchiCAD                                                            | Graphisoft                                                                               | Architektur, Innenarchitektur, Städtebau, Messebau | 2D-/3D-Programm (BIM) speziell für angegebene Branchen | Windows, macOS                                 | atl, 3ds, c4d, dgn, dwg, dxf, epx, fact, pdf, plt, ifc, sgi, u3d, wrl | 1984             | proprietär, 30 Tage Testversion, kostenlos für Schüler, Studenten                                                                        |
| ArCon                                                               | ArCon Software GmbH                                                                      | Architektur, Innenarchitektur | 2D-/3D-Programm (BIM) für Architektur, Bauingenieurwesen, Geländemodellierung, Baukostenmanagement | Windows                                        | 2d-dxf, 3d-dxf, dwg, ifc, 3ds, o2c, pdf, HPGL, vrml, mba, ArCon Render Studio, ArCon RealTime Renderer, Excel |                  | proprietär, 30-Tage Testversion |
| Ares Commander                                                      | Gräbert GmbH                                                                             | Architektur, Ingenieurwesen, Bauwesen, Facility Management, Infrastruktur, Kommunen und Behörden, 2D-Mechanik und Produktdesign                            | 2D-/3D-Programm, 3D-Funktionen basierend auf 3D Acis Modeler und um eigene Funktionen erweitert; funktionale Ähnlichkeit und Kompatibilität zu Autocad                                                                             | Linux, Windows, macOS                          | dwg, dxf, dwf, flx | 2010             | proprietär, 30 Tage Testversion |
| ASi-Profile                                                         | Mensch und Maschine GmbH                                                                 | Stahlbau, Metallbau, Betriebsmittelkonstruktion | 2D-/3D-Zusatzsoftware für Autodesk Inventor speziell für angegebene Branchen | Windows                                        | ipt, iam, idw, ipn, dwf, dwg, dxf, iges, it, png, sat, step, stl, xgl, zgl, DSTV-NC mit Zusatzschnittstelle | 2000             | proprietär |
| Augustus                                                            | Capgemini                                                                                | Architektur, Ingenieurbau, Vermessung | 2D-/3D-Programm | Windows                                        | dwg, dxf, uni, exc |                  | proprietär |
| AutoCAD                                                             | Autodesk                                                                                 | Architektur, Maschinenbau, GIS | 2D-/3D-Programm, verschiedene Versionen speziell für angegebene Branchen, Fotorendering usw. | Windows, macOS                                 | dwg, dxf, dxb, dwf, plt, dgn V8, dgn V7, sat, iges, igs, step | 1982             | proprietär, 30 Tage Testversion, kostenlos für Schüler und Studenten                                                                     |
| AutoCAD Civil 3D                                                    | Autodesk                                                                                 | Infrastruktur und Tiefbau, GIS | 2D-/3D-Programm, Vermessungswesen, Straßenplanung, Kanalplanung, Geländemodellierung usw. | Windows                                        | dwg, dxf, dxb, dwf, dgn, plt, wmf, pdf, sdf, mif/mid, shp, REB, OKSTRA, LandXML |                  | proprietär, 30 Tage Testversion, kostenlos für Schüler und Studenten                                                                     |
| BBSoft                                                              | B&B Ingenieurgesellschaft mbH                                                            | Vermessungswesen, DGM, Straßenplanung, Bauabrechnung, Kanalplanung                                                                                         | 2D-/3D-Programm speziell für die angegebenen Branchen, Planungs- und Visualisierungssoftware | Windows                                        | dxf, dwg, pdf, REB, OKSTRA, SDF, Shape, ALKIS, XML |                  | proprietär, 30 Tage Testversion, kostenlose Studentenlizenzen                                                                            |
| BeckerCAD                                                           | Data Becker GmbH/Markt+Technik Verlag                                                    | Maschinenbau, E-Technik, Architektur, Haustechnik, Hobby, Hydraulik, Pneumatik, Verfahrenstechnik, Energietechnik, Kartografie                             | 2D-/3D-Programm für angegebene Branchen, basiert auf CADdy | Windows                                        | dxf, dwg, sat |                  | proprietär |
| Blender                                                             | Blender Foundation                                                                       | 3D-Modelierung, 3D-Animation, 3D-Druck, Filmproduktion | 3D-Software zum Modellieren und Animieren bzw. Simulieren von 3D-Körper | Linux, Windows, macOS                          | diverse |                  | GPL |
| BlocksCAD                                                           | Matthew Minuti                                                                           | Allgemein, Bildung | 2D-/3D-CAD Programm für parametrisches Design | Linux, Windows, macOS                          | stl, xd3, obj, amf, polar cloud, dxf |                  | GPL |
| bocad                                                               | SCHULLER&Company                                                                         | Stahlbau, Metallbau, Dach + Wand, Holz, Offshore, Masten                                                                                                   | 3D Detailing Software (BIM) für den konstruktiven Ingenieurbau | Microsoft Windows                              | IFC, DXF, DWG, DXF-3D, 3D PDF, SDNF, STEP, IGES, HLI, DSTV-NC, -PSS, -Statik, -Stücklisten, BTL, Hundegger (optional), Weinmann (optional) | 1985             | Testlizenzen, kostenlos für Schulen und Universitäten, Subscription                                                                      |
| Bricscad                                                            | Bricsys                                                                                  | Architektur, Maschinenbau | 2D-/3D-Programm, Module für angegebene Branchen und Fotorendering | Linux, Windows, macOS                          | dwg, dxf | 2002             | proprietär, 30 Tage Testversion |
| BRL-CAD                                                             | -                                                                                        | Allgemein | 3D-Programm (erstellt vordefinierte geometrische Formen als Drahtgittermodell) | Windows, Linux, BSD/OS, Unix                   | dxf, iges |                  | BSD-Lizenz, GPL, LGPL |
| CADDS                                                               | Parametric Technology Corporation Früher ComputerVision                                  | Allgemein | 2D-/3D-Programm. Für umfangreiche, komplexe und bereichsübergreifende Produkte | Windows, Solaris                               | iges, step, vrml |                  | proprietär |
| CADdy                                                               | -                                                                                        | Architektur, Elektronik, Elektrotechnik, Maschinenbau, Anlagenplanung, Stahlbau, Vermessung, GIS                                                           | 2D-/3D-Programme, Module für alle angegebenen Branchen | Windows                                        | dwg, dxf, vrml, pdf |                  | proprietär |
| CADprofi                                                            | CADprofi GmbH                                                                            | Architektur, Bauwesen, Elektrotechnik, Mechanik, Maschinenbau, Haustechnik, Anlagenbau                                                                     | 2D/3D-CAD-Programm für viele spezielle Branchen | Windows                                        | dwg, dxf | 2001             | proprietär, 30-Tage Testversion |
| Cadvilla                                                            | TRIXL GmbH                                                                               | Architektur, Innenarchitektur | 2D-/3D-Programm für Architektur, Entwurf, Planung, fotorealistische Darstellung | Windows                                        | dwg, dxf, 3ds, cob, scn, a3d, wrl, lw, lwo, lwm, lwb, obj (wavefront), vrml |                  | proprietär |
| CATIA                                                               | Dassault Systèmes                                                                        | Flugzeug- und Automobilbau, Maschinenbau, Werkzeugbau, Formenbau, Modellbau, Design, Schiffbau                                                             | 2D-/3D-Programm für angegebene Branchen, umfangreiche Flächen- und Solidfunktionen, Gutes Handling großer Datensätze, Quasistandard in der Automobil- und Luftfahrtindustrie                                                       | Windows, AIX, HP-UX, Solaris, IRIX             | iges, stl, step, vrml, dxf, dwg, cgr, 3dxml, cgm, svg, ps, pdf | 1977             | proprietär |
| Cimatron                                                            | Cimatron GmbH                                                                            | Werkzeug- und Formenbau | CAD-/CAM-Programm für die angegebenen Branchen | Windows                                        | - |                  | proprietär |
| Cadwork                                                             | Cadwork                                                                                  | Hochbau, Tiefbau, Strassenbau, Holzbau, GIS, GEP | 2D-/3D-Programm speziell für die angegebenen Branchen | Windows                                        | dwg, dxf, sat, ifc, stp, dth |                  | proprietär |
| card 1                                                              | IB&T Software GmbH                                                                       | Infrastruktur, Tiefbau, GIS | BIM-Lösung für Verkehrswege (Vermessungswesen, Straßenplanung, Bahnplanung, Flächennutzung, Kanalplanung, Bauabrechnung) | Windows                                        | ALKIS, ASCII, CityGML, CPIXML, CSV, DWG/DXF, DGN, GND, GSI, HPGL, IFC, ISYBAU, LandXML, OKSTRA, OSM, PDF, REB, Shape, SDF, VERM.ESN, XLSX | 1985             | proprietär, kostenlose Studentenlizenzen                                                                                                 |
| CARF                                                                | LuArtX IT GmbH                                                                           | Infrastruktur TGA, Digitale Fabrikplanung | BIM-Lösung für Digitale Fabrikplanung und Technische Gebäudeplanung z. B. bei Daimler, BMW, VW, Audi, Miele, Rom-Technik (Isometrieerstellung, Berechnungsschnittstellen zu IDAT und Solarcomputer)                                | Windows                                        | DWG/DXF, DGN, IFC, PDF, AML, SDNF, | 2018             | proprietär, kostenlose Studentenlizenzen                                                                                                 |
| CASCADOS                                                            | FirstInVision Software GesmbH                                                            | Architektur, Innenarchitektur | 2D-/3D-Programm (BIM) für Architektur, Bauingenieurwesen, Geländemodellierung, Baukostenmanagement, Visualisierung, GEG- & LCA-Datenverarbeitung                                                                                   | Windows                                        | DWG/DXF, DGN, IFC, PDF, AML, SDNF, | 2004             | proprietär, kostenlose Studentenlizenzen, 30-Tage Testversion                                                                            |
| Creo Elements/Direct Modeling (Früher CoCreate Modeling)            | Parametric Technology Corporation Früher CoCreate                                        | Explizites, geometriebasierendes 3D-CAD, Vollversion, Maschinenbau, Werkzeugbau, Elektronikindustrie                                                       | CAD-System mit expliziter Modellierung, d. h. Modellierung ohne Historie | Windows                                        | step, iges, acis(sat), vrml, easm, Parasolid, 3D-PDF, Catia V4 (model), Catia V5, NX, Pro/E | 1987             | proprietär |
| Creo Elements/Direct Modeling Express (Früher CoCreate Modeling PE) | Parametric Technology Corporation Früher CoCreate                                        | Explizites, geometriebasierendes 3D-CAD | Ein 3D-CAD-System, das für die Erstellung von Baugruppen mit bis zu 60 Teilen genutzt werden kann | Windows                                        | vrml, stl |                  | Freeware |
| Creo Parametric (Früher Pro/ENGINEER)                               | Parametric Technology Corporation                                                        | Maschinenbau, Anlagenbau, Automobilbau (v. a. Antriebsstrang), Konsumgüterindustrie                                                                        | 2D-/3D-Programm | Windows                                        | IGES, Neutral, STL, Render, Inventor, Optegra Vis, Medusa, XPatch, VRML, 3DPAINT, PATRAN Geom, COSMOS Geom, SUPRTB Geom, CATIA Facetten, SET, VDA, PDGS, ECAD, STEP, Photorender, CATIA, DXF, DWG, CGM                                         |                  | proprietär |
| EAGLE                                                               | Autodesk                                                                                 | EDA | Zeichnen von Schaltplänen und Leiterplatten | Windows, macOS, Linux                          | xml und andere |                  | proprietär, für Privatanwender kostenlos                                                                                                 |
| EliteCAD AR EliteCAD ME                                             | Messerli Informatik GmbH                                                                 | Architektur 3D-CAD Mechanik 3D-CAD | 3D-CAD, Entwurf, Werk-Detailplanung, Massenauszüge (SIA 400 / SIA 416) | Windows                                        | DXF 3D-, DWG 3D-, 3DS-, VRML-, TGF-, DXF, IFC, IGES oder RAY-Formate |                  | proprietär, 30 Tage Testversion, für Studenten kostenlos                                                                                 |
| EPLAN                                                               | EPLAN Software & Service GmbH & Co. KG                                                   | Automobilindustrie, Elektrotechnik, Maschinenbau, Gebäudetechnik, Prozess Industrie                                                                        | Projektierung von Schaltplänen, Schaltschrankplanung, EMSR-Technik, Kabelbäume | Windows                                        | DXF, DWG, Autodesk, AutoCAD, fast alle SPS-Systeme |                  | proprietär |
| Automation Studio                                                   | Famic Technologies                                                                       | Maschinenbau, Elektrotechnik, Automatisierung | CAx-Softwareunternehmen | Windows                                        | PDF, PRX, DXF, EMF, SVG, TIFF, STEP, XML, PRV | 1996             | proprietär, kostenlose Testversion |
| FreeCAD                                                             | Jürgen Riegel, Werner Mayer                                                              | Allgemein, Maschinenbau | Open Source 3D CAx Rapid Application Development Platform, basierend auf Open CASCADE, Qt4 und Python | Linux, macOS, Windows                          | dxf, svg, stl, obj, nastran, vrml, step |                  | GPL, LGPL |
| Fritzing                                                            | Fachhochschule Potsdam                                                                   | EDA | Zeichen von Schaltplänen, Breadboards und Leiterplatten | Windows, Linux, macOS                          | SVG, PNG, JPEG |                  | GPL |
| GEOgraf                                                             | HHK Datentechnik GmbH                                                                    | Vermessung, Verkehrswege- und Infrastrukturplanung, insbes. Kanal                                                                                          | 2D-/3D-Programm | Windows                                        | dxf, dwg, 3ds, pdf, 3d-pdf, hpgl, REB |                  | proprietär, Testversion auf Anfrage |
| GEOPAC                                                              | GEO DIGITAL GmbH                                                                         | Vermessung, Verkehrswege- und Infrastrukturplanung, insbes. Gleisanlagen                                                                                   | 2D-/3D-Programm, Fachschale für EliteCAD und CAD400 (LinCAD) der Messerli Informatik GmbH | Windows, Linux                                 | dxf, dwg, 3ds, pdf, 3d-pdf, hpgl, REB |                  | proprietär, Testversion auf Anfrage |
| Generative Components                                               | Bentley Systems                                                                          | Allgemein | Parametrisch-assoziatives Modellierprogramm | Windows                                        | gct, dgn, dwg, dxf, dgnlib, rdl, IGES, parasolids, ACIS SAT, cgm, jt, etc. |                  | proprietär |
| HiCAD                                                               | ISD Software und Systeme GmbH                                                            | Maschinenbau, Blechbearbeitung, Stahl- und Metallbau, Anlagenbau, Fassadenbau                                                                              | 2D/3D-Programm für die angegebenen Branchen | Windows                                        | dxf-3d, dwg-3d, igs, step, sat, vrml, stl, fem, emf | 1985             | proprietär |
| Imos CAD                                                            | imos AG                                                                                  | Möbel-, Maschinen- und Beschlagherstellung, Formenbau, Produktdesign, Simulation, Montageanleitungen                                                       | Software für Möbel- und Innenausbau | Windows                                        | ? | 1993             | proprietär |
| Inventor                                                            | Autodesk                                                                                 | Maschinenbau, Apparatebau, Anlagenbau, Werkzeug- und Formenbau, Produktdesign, Fahrzeugbau, Blechbearbeitung, Simulation, Montageanleitungen, FEM-Analysen | 3D-Software für angegebene Branchen | Windows                                        | ipt, iam, idw, ipn, dwf, dwg, dxf, iges, it, sat, step, stl, xgl, zgl | 1999             | proprietär, kostenlos für Schüler und Studenten, 30 Tage kostenlose Testversion                                                          |
| Fusion 360                                                          | Autodesk                                                                                 | 3D-Konstruktion und -Modellierung, Elektronik, Simulation, Generatives Design, Dokumentation, Prototypenerstellung, Fertigung                              | Cloud-basierte CAD-/CAM-/CAE-Lösung | Windows, macOS, Viewer-App für iOS und Android | f3d, ipt, dwg, dxf, iges, skp, sat, smt, step, fbx, obj |                  | proprietär, kostenlos für Startups, kostenlos für Schüler und Studenten, kostenlose Version für nicht-kommerzielle Verwendung            |
| ISBCAD                                                              | GLASER Programmsysteme GmbH                                                              | Bauingenieurwesen, Ingenieurbau, Architektur, Holzbau, Stahlbau                                                                                            | Modular aufgebaute 2D-CAD-Software für die angegebenen Branchen | Windows                                        | DXF, DWG, DGN, PDF, PLT, BMP, WMF, EMF, bvbs | 1985             | proprietär, zu Ausbildungszwecken kostenlos, Testversion auf Anfrage                                                                     |
| KDE aided design                                                    |                                                                                          | Allgemein | 2D, basiert auf LibreCAD bzw. auf QCad | Linux                                          | |                  | GPL |
| KiCad                                                               | Jean-Pierre Charras                                                                      | EDA | Freies CAD-Programm zur Zeichnung von Leiterplatten | Windows, Linux, macOS                          | Extended Gerber, PostScript, DXF, HPGL, SVG, BRD, KICAD_PCB |                  | GPL |
| Kompas 3D                                                           | ASCON                                                                                    | Maschinen- und Anlagenbau, Energiewirtschaft, Blechbearbeitung, Fahrzeugbau                                                                                | Parametrisches 2D-3D-Programm | Windows                                        | dxf/dwg, iges, sat, xt, step, vrml, stl |                  | proprietär / Demoversion (30 Tage) |
| LibreCAD (ehemals CADUNTU)                                          | Open-Source-Projekt                                                                      | Allgemein | 2D-Programm, basiert auf QCad | Windows, Linux, macOS, Solaris                 | DXF, JPEG, PNG, SVG, BMP | 2011             | GPL |
| LTplusCAD                                                           | ArchitektenInitiative e. V.                                                              | u. a. Architektur | 2D-/3D-Programm | Windows, Linux mit Wine                        | DWG, DXF, PDF, SVG, PLT, STL, OBJ, 3DS, DAE und div. Bitmaps wie BMP, GIF, JPG, PNG, TIF, TIFF, WMF, u.v.m. |                  | proprietär |
| ME10                                                                | Parametric Technology Corporation Früher CoCreate                                        | Maschinenbau | 2D/3D-Software für Maschinenbau | Windows, Linux, HP-UX                          | dwg, dxf, iges, step, sat, idf, vrml | 1986             | proprietär |
| MEDUSA                                                              | CAD Schroer                                                                              | Maschinen- und Anlagenbau | 2D/3D Konstruktionssoftware | Windows, Linux                                 | dxf, dwg, she, tsh, pdf, hpgl I/II, Raster, vdafs, step, iges, stl, collada, gnc |                  | proprietär, für Privatanwender kostenlos                                                                                                 |
| MegaCAD                                                             | Megatech Software GmbH                                                                   | Blechbearbeitung, Stahl- u. Metallbau, Maschinenbau, Modellbau                                                                                             | 3D-Programm inklusive 2D-Modul – Programmeigene Dateiendung ist prt. | Windows                                        | SAT/SAB/ASAT*/ASAB* (ACIS 1.6–25), VDA-FS, IGES 2D+3D IGES 2D, STEP, CATIA 4, CATIA 5, Pro/E, STL, Inventor, Parasolid, Solid Edge, SolidWorks, Unigraphics (NX), 3D PDF, DWG/DXF (2D+3D), VRML, WMF, BMP, HPGL, CDL (2D+3D), Microsoft Access |                  | proprietär, Studentenversion, 30-Tage-Testversion                                                                                        |
| MicroStation                                                        | Bentley Systems                                                                          | Architektur, Ingenieurwesen, GIS, Maschinenbau | 2D-/3D-Programm, Basis für verschiedene Branchenanwendungen, integrierte Render-Engine | Windows                                        | natives dwg, dxf, dgn, pdf, 3D-pdf, 3ds, vrml, hpgl, step, iges, u3d |                  | proprietär, Studentenversion, 30 Tage Testversion                                                                                        |
| MPDS                                                                | CAD Schroer                                                                              | Anlagenbau und Fabrikplanung | Software für Anlagenbau und Fabrikplanung | Windows, Solaris                               | dxf, dwg, she, tsh, pdf, hpgl I/II, Raster, vdafs, step, iges, stl, collada, gnc | 2006             | proprietär |
| NX                                                                  | Siemens PLM Software                                                                     | Maschinenbau, Anlagenbau, Werkzeug- und Formenbau | 3D-CAD/CAM-Software für angegebene Branchen | Windows, Linux, Unix, macOS                    | 3d-dxf, 2d-dxf, dwg, 3ds, HPGL, vrml, stl, iges, step | 2020             | proprietär |
| OpenSCAD                                                            | Marius Kintel, Clifford Wolf                                                             | Allgemein | textbasierendes Open Source CAD-Programm | Windows, Linux, macOS, FreeBSD, OpenBSD        | dxf, svg, stl, off, amf, csg, scad |                  | GPL |
| OPUS                                                                | OPUS Entwicklungs- und Vertriebs GmbH                                                    | Maschinenbau, Werkzeugbau, Formenbau | offenes Produktionsunterstützungssystem, CAM (Drehen 2 und 4 Achsen CYB, Fräsen 3 und 5 Achsen, Erodieren), 2D/3D-CAD-Programm, Werkzeugverwaltung, Quellen-, Rück- und Maschinen-Simulation, Werkstattvernetzung, Postprozessoren | Windows                                        | sat, sab, asat, asab, step, stl, catia, hoops, dxf, dwg, 3d pdf | 1980             | proprietär |
| OrCAD                                                               | Cadence Design Systems                                                                   | EDA | Zeichnen von Schaltplänen und Leiterplatten, Schaltungssimulation | Windows                                        | IPC2581, Gerber, Extended Gerber, OBB++, DXF, Iges, EDIF | 1985             | proprietär |
| Plancal nova                                                        | Trimble                                                                                  | Gebäudetechnik | 3D-CAD/CAE für die Gebäudetechnik Heizung Lüftung Sanitär Elektro | Windows                                        | dxf, dwg, ifc |                  | proprietär |
| Pro/ENGINEER                                                        | Parametric Technology Corporation                                                        | Maschinenbau, Anlagenbau, Automobilbau (v. a. Antriebsstrang), Konsumgüterindustrie                                                                        | 2D-/3D-Programm | Windows, Linux, Unix                           | IGES, Neutral, STL, Render, Inventor, Optegra Vis, Medusa, XPatch, VRML, 3DPAINT, PATRAN Geom, COSMOS Geom, SUPRTB Geom, CATIA Facetten, SET, VDA, PDGS, ECAD, STEP, Photorender, CATIA, DXF, DWG, CGM                                         |                  | proprietär |
| ProConcrete                                                         | Bentley Systems                                                                          | Massivbau, Hochbau, Tiefbau, Brückenbau | 3D-CAD-Software für 3D Bewehrungsplanung, Modellierung, Detaillierung bis hin zu Fertigungszeichnungen und Biegelisten | Windows                                        | DWG, DGN, STD, ISM, i-model |                  | proprietär, 30 Tage Testversion |
| ProSteel                                                            | Bentley Systems                                                                          | Stahlbau, Anlagenbau, Architektur, Hochbau, Brückenbau, Ingenieurbau, Metallbau                                                                            | 3D-CAD-Planungs-Software für Detaillierung bis Fertigungszeichnung, Stücklistenerstellung und Maschinensteuerung | Windows                                        | DWG, DGN, PSS, SDNF, CIS/2, STD, ISM, i-model, DSTV-NC, KISS |                  | proprietär, 30 Tage Testversion |
| QCAD                                                                | RibbonSoft                                                                               | Allgemein | 2D-Programm, preisgünstig und für Programmierer kostenlos | Windows, Linux, macOS, Unix                    | dwg (nur QCad Professional), dxf und grafikformate |                  | GPL und proprietär (QCad Professional)                                                                                                   |
| Rhinoceros 3D (Rhino)                                               | McNeel                                                                                   | Allgemein | 2D-/3D-Programm | Windows, macOS                                 | 3dm, IGES, STEP, ACIS, VDA, Parasolid, dwg/dxf, 3ds, ai, obj, pov, raw, rib, STL, udo, VRML, wmf, DirectX, csv/txt, slc, zpr, GHS, WAMIT, fbx, XGL, cd, lwo, kml, ply                                                                          | 1980             | proprietär, günstige Lizenzen für Hochschulen und Studenten, Demoversion mit voller Funktionalität, aber begrenzter Anzahl Speicherungen |
| Revit                                                               | Autodesk                                                                                 | Architektur, Innenarchitektur, Ingenieurbau, Statik, Haustechnik etc.                                                                                      | 3D-Programm (BIM) | Windows                                        | rvt, dwg, dwf, dxf, 3ds, ifc, dgn, sat, gbXML | 2000             | proprietär, kostenlos für Schüler und Studenten (14 Monate)                                                                              |
| RSO-CAD                                                             | RSO Group                                                                                | Möbelplanung, Möbelproduktion | 2D-/3D-Programm für Bestandsaufnahme, Planung, fotorealistische Darstellung, Konstruktion, Arbeitsvorbereitung, CNC im Bereich Möbelplanung und Möbelproduktion.                                                                   | Windows                                        | dwg, dxf, dxb, dwf, plt, dgn V8, dgn V7, sat, iges, igs, step |                  | proprietär, kostenlos für Schüler und Studenten                                                                                          |
| Salome                                                              | -                                                                                        | Allgemein | CAD-/CAE-Programm, basierend auf Open CASCADE | Linux, Unix, Windows                           | step, iges, brep |                  | LGPL |
| SEMA                                                                | SEMA GmbH                                                                                | Holzbau, Dachdecker, Zimmerer, Klempner, Spengler, Treppenbau                                                                                              | 2D-/3D-Programm speziell für die angegebenen Branchen | Windows                                        | dxf, dwg, 3ds, ifc, x3d, prj, asc, x, igs, iv, ldr, py, lws, ma, md2, cpp, pov, raw, rh3, rib, stl, vla, obj, wrl |                  | proprietär |
| Shapr3D                                                             | Shapr3D zrt.                                                                             | Allgemein, Maschinenbau, Industriedesign | Mobile 3D-CAD-Anwendung für professionellen Einsatz | iPadOS, macOS                                  | Parasolid X_T, STEP, DWG, DXF, STL, OBJ |                  | proprietär, kostenlose Testversion, kostenlos für Studenten                                                                              |
| sigraph.CAE                                                         | Intergraph                                                                               | Energie, Chemie, Petrochemie, Öl & Gas, Bergbau, Schiffbau, Stahl, Maschinenbau, Anlagenbau                                                                | Detailed- und Basic-Engineering für Elektroplanung und Instrumentierung, Design Schaltschränke | Windows                                        | DXF, DWG, PDF, XML, CSV, TXT |                  | proprietär |
| SketchUp                                                            | Trimble                                                                                  | Generelle 3D-Anwendungen, Viewing | 3D Programm mit zahlreichen Anzeigeoptionen | Windows, macOS                                 | skp, dae, tif, jpg, bmp, png | 2000             | proprietär, Pro-Version kommerziell, kostenfreie beschränkte Version erhältlich                                                          |
| Solid Geometry Library (SG-Lib) Toolbox für Matlab                  | Institute of Micro Technology and Medical Device Technology, Technical University Munich | Allgemein, Maschinenbau, Robotik | Matlab-Toolbox für CAD-basierte Modellierung, Topologie- und Formoptimierung, Mehrkörpersimulation und automatisiertes Robot-Design.                                                                                               | Windows, macOS                                 | stl, tif, jpg, bmp, png | 2010             | Matlab proprietär, SG-Lib kostenfrei |
| speedikon                                                           | Bentley Systems                                                                          | Architektur, Innenarchitektur, Fertighausbau, Ingenieurbau, Industriebau, Haustechnik                                                                      | 3D-Programm für Building Information Modeling | Windows                                        | dgn, dwg, dxf, sdnf, hli, gbXML, 2D-3D pdf |                  | proprietär, Studentenversion, 30 Tage Testversion                                                                                        |
| SPIRIT                                                              | SOFTTECH GmbH                                                                            | Architektur, Innenarchitektur, Bauingenieurwesen, Holzbau, Stadtplanung, Brandschutz                                                                       | 2D-/3D-Programm (BIM) für angegebene Branchen | Windows                                        | DWG, DXF, DWF, SFM, O2C, VRML, IFC, COLLADA (DAE), SKP, STL | 1986             | proprietär, kostenlose Studentenversion, 10 Nutzungstage Testversion                                                                     |
| Solid Edge                                                          | Siemens PLM Software                                                                     | Maschinenbau, Apparatebau, Anlagenbau, Werkzeug- und Formenbau                                                                                             | 2D-/3D-Programm für Maschinenbau, Apparatebau, Anlagenbau, Werkzeug- und Formenbau und Design | Windows                                        | asm, par, psm, dft, x_t, x_b, jt, sat, step, xgl, ifc, stl, pdf, 3D-pdf, u3d, sev, bip, dwg, dxf, xml, model(Catia), catpart, |                  | proprietär, 2D Version kostenlos für nicht proprietäre Nutzung, 3D-Version für Privatanwender kostenlos                                  |
| SolidWorks                                                          | Dassault Systèmes                                                                        | Maschinenbau, Apparatebau, Anlagenbau, Werkzeug- und Formenbau, Design                                                                                     | 3D-Modellier-Software für Maschinenbau, Apparatebau, Anlagenbau, Werkzeug- und Formenbau und Design | Windows                                        | 3dxml, sat, ai, psd, cgr, dxf, dwg, eprt, easm, edrw, hcg, hsf, iges, xmt_txt, xmt_bin, 3D-pdf, prt, asm, step, stl, vda, mts, wrl, xps | 1995             | proprietär (2d Editor Draftsight kostenlos)                                                                                              |
| STRATIS                                                             | RIB Software                                                                             | Straßenbau, Tiefbau, Infrastrukturmanagement | 2D-/3D-Programm speziell für angegebene Branchen | Windows                                        | - |                  | proprietär |
| Structural Modeler                                                  | Bentley Systems                                                                          | Stahlbau, Massivbau, Anlagenbau, Architektur, Hochbau | 3D-CAD-Software für Modellierung, Planung und Übersichtszeichnungen | Windows                                        | DWG, SDNF, CIS/2, STD, ISM, i-model |                  | proprietär, 30 Tage Testversion |
| SYSCAD                                                              | SYSCAD TEAM                                                                              | Metallbau – Konstruktion von Fenster, Türen und Fassaden                                                                                                   | 2D-Zusatzsoftware für AutoCAD speziell für angegebene Branchen | Windows                                        | dwg, dxf |                  | proprietär |
| Target 3001!                                                        | Ing.-Büro Friedrich                                                                      | EDA | Zeichnen von Schaltplänen und Leiterplatten, Schaltungssimulation | Windows                                        | Gerber | 1992             | proprietär, 30 Tage Testversion |
| Tebis                                                               | Tebis Technische Informationssysteme AG                                                  | Formenbau, Werkzeugbau, Modellbau, Luft- und Raumfahrt, Maschinen- und Anlagenbau, Industriedesign                                                         | 3D-Programm für angegebene Branchen | Windows                                        | VDAFS, VDAIS, STEP, DXF, STL, JT, HPGL, Nastran, Autoform, NX, CATIA V4, CATIA V5, Parasolid, SolidWorks, Creo |                  | proprietär |
| Tekla Structures                                                    | Tekla Corporation                                                                        | Bauunternehmen, Bauplanung, Stahlbauplanung und -fertigung, Betonfertigteilplanung und -fertigung                                                          | 3D-BIM-Programm | Windows                                        | ifc, dwg, dxf, cis/2, pml, sdnf, hli, calma, staad, dstv, dlubal, fabtrol, eje, epl, steel2000, bvbs, eliplan, unitechnik |                  | proprietär |
| Treesoft CAD                                                        | Treesoft GmbH & Co. KG                                                                   | Elektrotechnik, Steuerungstechnik, Gebäudetechnik, Hydraulik und Pneumatik                                                                                 | Software zur Erstellung von Schaltplänen und Elektroinstallationsplänen | Windows                                        | DWG, DXF, PDF, Bildformate |                  | proprietär, kostenlose Testversion, Bestandteil von Treesoft Office                                                                      |
| TRICAD MS                                                           | VenturisIT GmbH                                                                          | Technische Gebäudeausrüstung, Anlagenplanung | 3D-Planungsumgebung für Projekte in der TGA und Anlagenplanung | Windows                                        | dgn, dwg, dxf, pdf | 1967             | proprietär |
| T-Flex Parametric CAD                                               | HEPS e.K.                                                                                | Allgemein | 2D-/3D-CAD-Programm mit FEA und PDM | Windows                                        | stl, dxf, dwg, dwb, 3dm, inventor, parasolid, iges, step, vrml, pov, pdf, div. bildformatew wie bmp, jpg, gif, wmf, etc. |                  | proprietär |
| TopSolid                                                            | Missler Software                                                                         | Möbel und Innenausbau, Maschinenbau, Werkzeugbau, Formenbau                                                                                                | Parametrischer 3D-Hybridmodeller, Assoziativ | Windows                                        | dxf, dwg, stl, step, vda, pdf, vrml, Parasolid |                  | proprietär |
| TurboCAD                                                            | IMSI/Design                                                                              | Allgemein | 2D-/3D-Programm, parametrisches Arbeiten, fotorealistisches Rendern, Lightworks Material- und Effektarchive | Windows, macOS                                 | dxf, dwg, step, igs, pdf, html, mtx, skp, 3ds, asat, cgm, geo, wrl, wrz, plt, obj, stl, dae | 1986             | proprietär |
| VA HausDesigner                                                     | TRICAD GmbH                                                                              | Architektur, Innenarchitektur, Werkzeug- und Formenbau | 3D-Programm für angegebene Branchen | Windows                                        | 3d-dxf, 2d-dxf, dwg, 3ds, hpgl, vrml |                  | proprietär |
| VariCAD                                                             | VariCAD s.r.o.                                                                           | Maschinenbau | 2D-/3D-Programm für den Maschinenbau | Windows, Linux                                 | dxf, dwg, igs, step | 1988             | proprietär |
| Varkon                                                              | Microform AB                                                                             | Allgemein | 2D-/3D-Programm | Windows, Linux, macOS, FreeBSD                 | - |                  | GPL, Windowsversion gebührenpflichtig |
| Vectorworks (ehemals MiniCAD)                                       | Vectorworks, Inc.                                                                        | Architektur, Innenarchitektur, Städtebau, Landschaftsarchitektur, GIS, Veranstaltungsplanung, Messebau, Design                                             | 2D-/3D-BIM-Programm für angegebene Branchen | Windows, macOS                                 | dxf, dwg, ifc, rvt, rfa, 3ds, iges, sat, Google Earth, c4d, Artlantis, hdri, iges, parasolid x_t, kml, epsf, shape |                  | proprietär, kostenlos für Schüler und Studenten                                                                                          |
| WSCAD (SUITE, ab 2021 ELECTRIX)                                     | WSCAD GmbH                                                                               | Elektroinstallation, Gebäudeautomation, Maschinenbau, Anlagenbau, Prozessindustrie                                                                         | Umfangreiche Projektierung von Stromlaufplänen, Schaltschränken, E-MSR Technik, Installationsplänen | Windows                                        | DWG, DXF, PDF, AML, JPG, PNG, XML, ASCII, XLSX, CSV, OBJ, STL, IGES |                  | proprietär, Mietlizenz, kostenlose Testversion, kostenlose Ausbildungs-Version                                                           |
| ViCADo (mb WorkSuite)                                               | mb AEC Software GmbH                                                                     | Architektur und Ingenieurbau | 3D-BIM-Programm, Werkzeug für den BIM-Planungsprozess, objektorientiertes CAD-System zur 3D-Gebäudemodellierung | Windows                                        | IFC, DXF/DWG, BCF, DAE/FBX, BMP, JPG, Metafiles, PDF, 3DS, STL, mbvisu, SketchUp, Gelände aus Punktdateien, Punktwolken (e57) | 2002             | proprietär, kostenlose Studien-Version, kostenlose Demoversion                                                                           |
| ZWCAD                                                               | ZWSOFT                                                                                   | Allgemein | Nativer DWG-Support (AutoCAD 2.5 bis 2010), Kompatibilität mit den AutoCAD-APIs (LISP, VBA, SDS) | Windows                                        | dwg, dxf, stl, obj, step, iges | 1998             | proprietär, 30 Tage Testversion |

## CAD-Grafikbibliotheken
- Open CASCADE ist eine freie Grafikbibliothek, die CAD-Entwicklern im Bereich des geometrischen Modellierens eine Bibliothek (u. a. Modellierungsalgorithmen, Mesh, Visualization) zur Verfügung stellt.